# 莱斯普埃
莱斯普埃（法語：Lespouey，法語發音：[lɛspuɛ]）是法国上比利牛斯省的一个市镇，属于塔布区。

## 地理
莱斯普埃（43°12'39"N, 0°10'8"E）面积2.96 平方千米，位于法国奧克西塔尼大區上比利牛斯省，该省份为法国西南部内陆省份，北至热尔省，西接大西洋比利牛斯省，南与西班牙接壤，东临上加龙省。
与莱斯普埃接壤的市镇（或旧市镇、城区）包括：朗萨克、昂戈、巴尔巴藏代巴、博尔德、卡拉旺泰、桑佐。

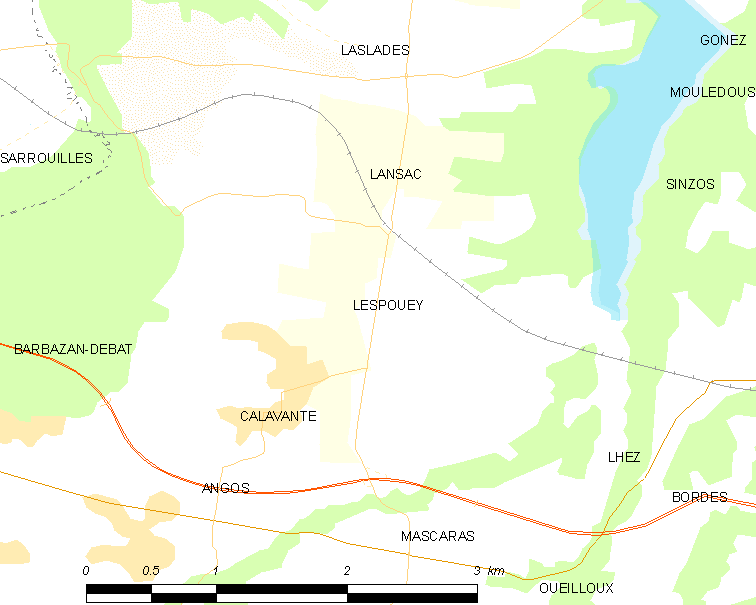
莱斯普埃的OSM定位图

莱斯普埃的时区为UTC+01:00、UTC+02:00（夏令时）。

## 行政
莱斯普埃的邮政编码为65190，INSEE市镇编码为65270。

## 政治
莱斯普埃所属的省级选区为阿罗斯河与巴伊斯河谷县。

## 人口

1962-2008年间莱斯普埃人口变化图示

莱斯普埃于2022年1月1日时的人口数量为207人。